# James Collier
James Collier (zm. 2 czerwca 1751) – angielski ekonomista z XVIII wieku. Od 1739 do 1751 sprawował funkcję głównego kasjera Banku Anglii. Urząd sprawował wspólnie z Danielem Racem, który był głównym kasjerem do 1775.